# يوسف ندا
يوسف مصطفى علي ندا (1931 - 22 سبتمبر 2024) رجل أعمال مصري يحمل الجنسية الإيطالية، ومقيم في كامبيونا الإيطالية الواقعة في سويسرا. وهو المفوض السابق للعلاقات الدولية في جماعة الإخوان المسلمين.

## حياته وتجارته
ولد يوسف ندا في 17 من مايو 1931، في الإسكندرية، وترتيبه الرابع بين أخوته الأحد عشر. كان والده يملك مزرعة ومصنع لمنتجات الألبان. بدأ يوسف تعليمه في مدرسة الرملية الإبتدائية، واستمر بها حتى دخل مدرسة الرمل الثانوية، وبعد أنهاء المرحلة الثانوية، التحق بكلية الزراعة في جامعة الإسكندرية. أصبح عضواً في اتحاد طلاب الكلية. انتمى يوسف لجماعة الإخوان المسلمين عام 1947.
عندما كان يوسف ندا في العشرين من عمره، انخرط في أعمال المقاومة المنظمة عام 1951 - بحسب وصفه - ضد البريطانيين، وشارك إيضاً في القتال ضد البريطانيين في منطقة قناة السويس بداية الخمسينيات. اعُتقل في قضية اغتيال جمال عبد الناصر في ميدان المنشية بالإسكندرية في أكتوبر عام 1954، قضى ما يقرب من عامين في السجن وأُفرج عنه في أبريل عام 1956 دون توجيه أيُّ اتهام أو يصدر عليه حكم، وبعد خروجه من السجن تم فصله من الجامعة وشطب قيده من سجلاتها.
بدأ ندا نشاطه التجاري بعد خروجه من المعتقل، حيث اشتغل في تجارة منتجات الألبان مع إدارته مكتباً للتصدير، وتعاقد مع بعض الشركات النمساوية والسويسرية لتصدير منتجات الألبان. عاد يوسف ندا لكلية الزراعة وأنهى دراسته الجامعية في عام 1959. وفي أغسطس عام 1960 قرر ندا الهجرة من مصر، فذهب بداية إلى ليبيا، حتى لُقِّب نهاية الستينيات بأنه ملك الأسمنت في منطقة البحر المتوسط.
بعد اندلاع ثورة الفاتح في سبتمبر عام 1969 تمكن ندا من الهرب من ليبيا إلى اليونان واستطاع أن يلتقى برئيسها جيورجيوس بابادبولوس، ومنها إلى النمسا حيث بدأ نشاطه التجاري يتوسع بين البلدين. ثم انتقل للإقامة في (كامبيونا) الإيطالية التي تقع داخل الحدود السويسرية، ولا زال يقيم بها حتى وفاته. أنشأ يوسف ندا بعد وصوله إلى إيطاليا عدة مكاتب بعيدة في أمريكا وإسكتلندا والسعودية ولختنشتاين ونيجيريا والنمسا. حصل على الجنسية التونسية في عهد الرئيس الحبيب بورقيبة في الستينيات. وأيضاً حصل على الجنسية الإيطالية.
في بداية السبعينيات من القرن العشرين تزوج يوسف ندا من السورية آمال صلاح الدين الشيشكلي - ابنة أخ أديب الشيشكلي - وهي من القبيسيات على علاقة جيدة مع منيرة القبيسي.

## دوره في العلاقات الدولية
وصفته وسائل الإعلام بـ (الرجل الغامض)، كما أنه ليس مجرد رجل أعمال مشهور أو رئيس لبنك التقوى الذي اتهمه رئيس الولايات المتحدة بدعم الإرهاب، كما لعب دوراً سياسياً عالمياً هاماً في جماعة الإخوان المسلمين، فهو الذي رتب العلاقة بين الإخوان والثورة الإيرانية، وتوسط بين السعودية واليمن، والسعودية وإيران، وعمل على حل الأزمة بين الحكومة الجزائرية وجبهة الإنقاذ.
يوسف ندا لم يلعب تلك الأدوار فقط، ولكنه قام بإمداد اليمن بوثائق مهمة ساعدتها في حل نزاعها مع إريتريا حول جزر حنيش، إضافة إلى ارتباطه بعلاقة صداقة بالملك «إدريس السنوسي» ملك ليبيا، الذي قامت ضده ثورة الفاتح من سبتمبر عام 1969 بقيادة معمر القذافي؛ وليوسف إيضاً أدوار أخرى في تونس والعراق وتركيا وكردستان وماليزيا وإندونيسيا.
التقى يوسف ندا بـ علي غالب همت أول مرة في مخيم إسلامي في مدينة ميونخ أثناء عطلة عيد الميلاد، عارضاً عليه العمل معه كشريك ومساعد لإدارة أعماله حول العالم. استطاع ندا إعادة بناء شركته الضخمة بعد خسارته لأعماله التجارية إثر ثورة الفاتح 1969 في ليبيا؛ منطلقا من مدينة فيينا، حيث أنشا صوامع الإسمنت العائمة وأسطول من سفن النقل، ونقل مواد البناء بين أوربا والشرق الأوسط وأفريقيا.

#### مهام الجماعة
من أوائل المهمات التي تولاها يوسف ندا بصفته موفداً دبلوماسياً من قبل جماعة الإخوان المسلمون هي ترتيب بعض اللقاءات مع آية الله الخميني في بداية الثورة الإيرانية عام 1979، حيث رتب يوسف ندا أول لقاء مع الخميني - قبل توجهه إلى إيران - في منفاه في قرية نوفو شاتيل الفرنسية، وبعد عودة آية الله الخميني إلى إيران تم تشكيل وفد من جماعة الإخوان المسلمين لتهنئته بنجاح الثورة الإيرانية.
كان يوسف ندا على تواصل مع الرئيس الإيراني الأول أبو الحسن بني صدر، وبعد اندلاع التمرد الكردي في إيران في منتصف مارس عام 1979، طلب مظفر برتوما - مستشار الرئيس بني الصدر - من ندا بأن يتدخل لحل النزاع بين الحكومة والمتمردين الأكراد. توجه يوسف ندا وبرفقته علي غالب همت إلى كرمنشاه والتقيا مع أحمد مفتي زاده، بيد أن المطالب التي طالب بها الأكراد لم توافق عليها الحكومة الإيرانية، وفي عام 1982 تم اعتقال أحمد مفتي زاده وحكم عليه بالسجن لمدة عشرة أعوام.
أثناء الاضطرابات الدبلوماسية بين إيران والولايات المتحدة الأمريكية (أزمة رهائن إيران) على أثر حادثة استيلاء متظاهرين على السفارة الأمريكية في طهران 4 نوفمبر 1979، طلب مسؤولون أمريكيون من المرشد العام لجماعة الأخوان المسلمين عمر التلمساني التدخل لإطلاق سراح الرهائن الأمريكيين، والذي قام بتكليف يوسف ندا بالتواصل مع الأمريكان والإيرانيين، إلا أن الأمريكيين قطعوا التواصل بسبب طلب ندا التواصل المباشر مع البيت الأبيض والذي تجاهلته الحكومة الأمريكية آنذاك. واستطاع ندا ترتيب الكثير من الاجتماعات داخل إيران مع زعماء مهمين ووزراء وسفراء ورجال دين ورؤساء الباسدران، كما استطاع مساعدة إيران على إمدادها بمئات الآف الأطنان من الحديد الصلب والقمح انطلاقاً من ميناء هامبورغ الألماني مروراً بفنلندا وبالقرم في روسيا وحتى ميناء جولفا في إيران.

#### ندا والحرب الأفغانية
بعد احتلال الاتحاد السوفيتي لأفغانستان عام 1979، شارك الإخوان المسلمين في دعم الحركات الإسلامية هناك، حيث كان أحمد الملط يجند الأطباء ويرسلهم إلى أفغانستان للمساعدة في علاج المقاتلين، وكما كان كمال السنانيري يجند الشباب للقتال في أفغانستان. زار برهان الدين رباني يوسف ندا في منزله، وكما التقى ندا بـ قلب الدين حكمتيار عدة مرات في جنيف، كما إلتقى ندا إيضاً عبد رب الرسول سياف.
سافر يوسف ندا إلى باكستان، وفي بيشاور إلتقى بحكمتيار، ودار حديث لمدة ست ساعات، لإقناع حكمتيار بضرورة التواصل مع الاتحاد السوفييتي لإنهاء الحرب والحصول على تعويضات مالية من أجل إعادة بناء البنى التحتية؛ كما اقترح ندا أن يقوم الإيرانيين بدور الوسيط بين حكمتيار والاتحاد السوفييتي، فوافق حكمتيار واستعد للذهاب بالطائرة ولقاء الإيرانيين وبصحبته علي غالب همت، ولكن قبل الرحلة المتفق عليها بثلاث ساعات تدخل الأمريكيون، وتوجه الأمير تركي الفيصل ليقابل قلب الدين حكمتيار، وبعد اللقاء توجه حكمتيار إلى الرياض بدلاً من طهران.

#### أزمة الحجاج الإيرانيين 1987
في 31 يوليو 1987 اندلعت اشتباكات بين الحجاج الإيرانيين وقوات الأمن السعودية، عندما نظم الحجاج الإيرانيون احتجاجات مناهضة للغرب، وهو ما رفضته الحكومة السعودية وقتها. وقُتل في هذه الأحداث نحو 400 شخص غالبيتهم من الإيرانيين. وعقب ذلك قطعت الرياض علاقتها الدبلوماسية مع إيران، وتم تقليل العدد المسموح به من الحجاج الإيرانيين من 150 ألف حاج إلى 45 ألفا. وقبل بداية الموسم التالي للحج تم التواصل مع يوسف ندا من أجل الوساطة بين السعوديين والإيرانيين، فعُقد اجتماع مصغر في بيته في كمبيوني، ضم ممثل عن الملك فهد (علي بن مسلم ومعه اثنان من مساعديه)، وممثل عن الرئيس الإيراني أكبر هاشمي رفسنجاني (مصطفى فوماني)، مع اثنين من الدبلوماسيين الإيرانيين (حسين ملائك - سفير إيران في سويسرا، وجواد ترك أبادي - سفير إيران في البحرين). وتم الاتفاق على منح الحجاج الإيرانيين تأشيرات للحج خلال الأشهر الأربعة "الحُرُم" التي يعتبرها الشيعة حجاً أصغر إلى مكة.

#### ندا والجبهة الإسلامية للإنقاذ
في عام 1994 اشتد الخلاف في الجزائر بين قيادات الجبهة الإسلامية للإنقاذ والتيارات الإسلامية الأخرى آنذاك، وفي إحدى زيارات محفوظ نحناح إلى كومو في إيطاليا، إلتقى بيوسف ندا وطلب منه التوسط بين الرئيس اليمين زروال وقيادات جبهة الإنقاذ -عباسي مدني وعلي بلحاج-. تواصل ندا مع رابح كبير - الرئيس السابق للجبهة الإسلامية للإنقاذ والذي كان نفي إلى ألمانيا - وطلب منه المساعدة في التواصل مع عباسي مدني وعلي بلحاج. سافر يوسف ندا إلى الجزائر والقتى بعباسي مدني وعلي بلحاج في محل إقامتهم الجبرية، وبعد انتهاء اللقاء معهم إلتقى ندا بمسؤوليين في السلطة الجزائرية، إلا أن الموقف تغير خلال 24 ساعة وفشلت المفاوضات.

## أعمال مصرفية

#### بنك فيصل الإسلامي
في عام 1974 أنشأ شركة ندا الدولية في مدينة الرياض، بعد بضع سنوات أصبح على علاقة قريبة من الملك فهد، وتوسعت أعماله التجارية. وفي فترة منتصف السبعينيات تواصل وزير الإسكان والتعمير المصري حسب الله الكفراوي مع يوسف ندا محاولاً إقناعه بالعودة إلى مصر - بعد إصدار أنور السادات عفواً رئاسياً عن جماعة الأخوان المسلمون - لكن عودة ندا إلى مصر لم تنجح بسبب إعطاء الصفقة التجارية لتاجر إسرائيلي يدعى "سليمان بن ناتان". في الوقت ذاته تواصل الأمير محمد بن فيصل - نجل الملك فيصل بن عبد العزيز آل سعود - مع يوسف ندا من أجل إنشاء بنك فيصل الإسلامي المصري. وفي نهاية عام 1977 سافر يوسف ندا إلى القاهرة لأول مرة بعد خروجه منها في عام 1960، والمرة الثانية التي سافر بها إلى مصر كانت لإتمام اختيار أعضاء مجلس إدارة مصرف فيصل الإسلامي المصري، حيث حصل ندا على ثاني أكبر عدد من الأسهم بعد وزارة الأوقاف المصرية؛ وبعد حضوره أول اجتماع استقال يوسف من منصبه كعضو مجلس إدارة المصرف مبقياً على أسهمه في المصرف.

### بنك التقوى
تأسست شبكة التقوى للشركات المالية في عام 1988 من قبل أعضاء بارزين في جماعة الإخوان المسلمين، وأبرزهم رئيس مجلس إدارة التقوى والمؤسس المشارك، يوسف ندا. وفي وقت لاحق، تم تعيين أحمد هوبر، لأن الشركة كانت بحاجة إلى مواطن سويسري واحد على الأقل في مجلس إدارتها. وكان المؤسس المشارك الآخر هو فرانسوا جينود، أحد المديرين الرئيسيين للأصول النازية بعد الحرب العالمية الثانية والذي اكتسب شهرة فيما بعد كناشر لمذكرات جوزيف جوبلز.

تم استهداف بنك التقوى في وقت مبكر من قبل الولايات المتحدة بسبب صلاته المعروفة بعائلة أسامة بن لادن. واستهدفتها الولايات المتحدة أيضًا لأن أموالها المزعومة المرتبطة بالإرهاب تتسرب بشكل غير مباشر عبر النظام المصرفي للولايات المتحدة، من خلال استخدامها لحسابات المراسلة، إلى منظمات إرهابية مختلفة حول العالم. وفي الوقت الذي تم فيه تجميد أصول بنك التقوى، كان لديه 220 مليون دولار من الأموال المخصصة لتمويل النشاط الإرهابي ضد الغرب، مثل الحسابات لدى بنك بانكا ديل جوتاردو السويسري، الذي يحتفظ بدوره بحسابات مراسلة مع سيتي بنك وبنك نيويورك.
الجماعة لا توجد لها أموال في البنك، ولكن كأفراد بالتأكيد يوجد لأن بنك التقوى فيه أموال أفراد من جميع دول المسلمين.
وفي عام 2001، ألغت السلطات في جزر البهاما ترخيص بنك التقوى هناك بسبب تورطه في تمويل المنظمات الإرهابية الإسلامية باستخدام قوانين جديدة تهدف إلى القضاء على غسيل الأموال. وتتطلب هذه القوانين من التقوى الحفاظ على وجود مادي في ذلك البلد، وهو ما لن تتمكن جزر البهاما من منحه لبنك مشتبه به. في وقت لاحق من ذلك العام، داهمت وكالات إنفاذ القانون مكاتب التقوى في سويسرا وليختنشتاين، بالإضافة إلى منازل يوسف ندا وأحمد هوبر ومدير آخر في التقوى، بعد إدراجها على قائمة مراقبة "ممولي الإرهاب" التابعة لإدارة بوش.

#### الاتهامات
يوسف ندا كان عضوا في معهد بينمنزو أحد المؤسسات العلمية التابعة للأمم المتحدة، وتنتمي إليه شخصيات عالمية كثيرة - رؤساء دول سابقون، سياسيون كبار - وقام المعهد بتكريمه في أبريل عام 1997، وتم تجميد عضويته لاحقاً في المعهد بعد التحقيق معه وفي أبريل عام 1997 حدثت مشادة بين يوسف ندا والرئيس الأمريكي بوش الأب في مؤتمر نظمه معهد بينمنزو بعنوان السلام والتسامح، وكان من الحاضرين الرئيس الأمريكي جورج بوش الأب وشخصيات أخرى كبيرة كانت موجودة، وبدأ جورج بوش الأب يتكلم، وابتدأ الخطبة الافتتاحية وبعدما انتهى بوش الأب من الحديث تم إرسال الميكروفون ليوسف ندا، حيث انتقد خطاب الرئيس الامريكي بشكل قاسي.
ولاحقاً في نوفمبر عام 2001م اتهمه الرئيس الأمريكي جورج بوش بضلوع "مجموعة التقوى" في دعم الإرهاب، وأُصدر قرار بتجميد أمواله وأصول شركاته، وبينها «بنك التقوى» بجزر البهاما الذي كان يرأس مجلس إدارته. «يوسف ندا» ظل شخصية بعيدة عن الأضواء ووسائل الإعلام حتى يوم 7 نوفمبر 2001م، عندما تحدث عنه الرئيس الأمريكي جورج بوش الابن، ووصفه ومؤسسته بأنه أحد داعمي الإرهاب في العالم، وأنه قام بتمويل أحداث 11 سبتمبر. منذ ذلك اليوم أصبح «ندا» محط أنظار العالم، واهتمام وسائل الإعلام المرئية والمكتوبة، ورغم أن كلمات بوش عن الرجل خلفت تبعات شديدة التعقيد، حيث قامت السلطات السويسرية والإيطالية وكالة المخابرات المركزية والخزانة الأمريكية والمباحث الفيدرالية الأمريكية بالتحقيق معه واستعانوا باثنتي عشرة دولة أخرى، فلم يثبت عليه شيء.

وفي أواخر عام 2001 استصدرت الإدارة الأمريكية تحت رئاسة جورج بوش الابن قائمة من الأمم المتحدة، وضعت فيها أسماء من جنسيات مختلفة، تتهمهم بدعم الإرهاب، بعد هجمات 11 سبتمبر 2001 وضمت القائمة يوسف ندا وغالب همت، فامتثل الادعاء العام السويسري لذلك فاستهدف «مؤسسة ندا للإدارة» المعروفة أيضا باسم «بنك التقوى». في يوم 7 نوفمبر 2001، اقتَحَمت الشرطة في كانتون تيتشينو مكاتب "بنك التقوى" (أو شركة "التقوى للإدارة")، كما قامت قوات الدرك الإيطالي بمداهمة منزله في جيب كامبيوني المُجاور. ووضعت أموال يوسف ندا وشريكه غالب همت وبعض أعضاء مجلس الإدارة والمقربين منهم تحت الحراسة، وفرضت عليهما الإقامة الجبرية مما أجبر ندا علي تصفية أعماله في سويسرا. واتهم الأردن بنك التقوى بتقديم مساعدات مالية لمنظمتي خضر أبو غشار وأبو مصعب الزرقاوي الأردنيين المتورطين في التخطيط لهجمات إرهابية على السياح خلال "احتفالات الألفية" في الأردن.
"التقوى" هي رابطة للبنوك الخارجية وشركات الإدارة المالية التي ساعدت تنظيم القاعدة في تحويل الأموال حول العالم. والبركات هي مجموعة من شركات تحويل الأموال والاتصالات المملوكة لصديق وداعم لأسامة بن لادن. جورج دبليو بوش - ٢٠٠١
وفي 29 سبتمبر 2009 أكدت وزارة الخارجية السويسرية أن مجلس الأمن الدولي شطب اسم يوسف ندا وغالب همت من قائمة الداعمين للإرهاب، وذلك بناء على طلب سويسري. وتم شطب الأسماء بعدما لم يتمكن الادعاء العام السويسري من العثور على أي دليل على إدانتهم بعد أن صادر عشرات الآلاف من الوثائق، كما لم تتمكن الإدارة الأمريكية من تقديم ما قالت إنها أدلة تدين ضلوعهم في دعم «الإرهاب»، ورغم تعليق الادعاء العام السويسري لجميع التحقيقات الخاصة بملف مؤسسة التقوى منذ مايو 2005م بموجب حكم ملزم من المحكمة الاتحادية العليا السويسرية، وتبعتها إيطاليا في عام 2007م لعدم توافر الأدلة؛ فإن الإدارة الأمريكية رفضت شطبهما من «القوائم السوداء».

## أحكام بالسجن
حكمت عليه السلطات المصرية في أبريل 2008م غيابياً بالسجن لمدة 10 سنوات بعدما أحاله الرئيس حسني مبارك إلى المحاكمة العسكرية الاستثنائية مع 39 آخرين من قيادات الإخوان المسلمين في مصر (والتي تعتبر سابع محاكمة عسكرية استثنائية لإخوان مصر في عهد الرئيس حسني مبارك).
نص الحكم: حكمت المحكمة العسكرية (أولاً: غيابياً بمعاقبة كل من المتهمين الثاني والعشرين: يوسف مصطفى علي ندا والرابع والعشرين علي غالب محمود همت، والخامس والعشرين يوسف علي يوسف الميتعايش وشهرته «يوسف الواعي»، والسابع والعشرين إبراهيم محمد الزيات، بالسجن المشدد لمدة عشر سنوات).
وفي 26 يوليو 2012 أصدر الرئيس المصري السباق محمد مرسي عفوا عاما عنه نشر في الجريدة الرسمية العدد 30 تابع لسنه 2012.

## إحصاءات عن الإخوان
- ذكر يوسف ندا في حواره مع جريدة المصري اليوم (الحلقة الثالثة) أن عدد الإخوان المسلمين في العالم بلغ 100 مليون شخص ويتواجدون في 72 دولة حسب آخر إحصاء رسمي قامت به الجماعة في عام 2007[31] وقد ذكر هذا العدد من قبل في مقابلة مع قناة الجزيرة في برنامج بلا حدود[32]

## لقاءاته علىقناة الجزيرة
- برنامج بلا حدود
  - يوسف ندا.. الإستراتيجية المالية للإخوان الجزء الثاني، 6 سبتمبر 2006م
  - يوسف ندا.. اتهامات بدعم الإرهاب الجزء الأول، 30 أغسطس 2006م
  - ردود الفعل على شهادة يوسف ندا، 2 أكتوبر 2002م
  - أبعاد الحملة الأميركية على المؤسسات المالية الإسلامية، 14 نوفمبر 2001م
- برنامج شاهد علي العصر العلاقات الدولية للإخوان كما يراها يوسف ندا:
  - الحلقة 1، 4 أغسطس 2002م
  - الحلقة 2، 11 أغسطس 2002م
  - الحلقة 3، 18 أغسطس 2002م
  - الحلقة 4، 25 أغسطس 2002م
  - الحلقة 5، 1 سبتمبر 2002م
  - الحلقة 6، 8 سبتمبر 2002م
  - الحلقة 7، 15 سبتمبر 2002م
  - الحلقة 8، 29 سبتمبر 2002م

## وفاته
توفي يوسف ندا يوم 22 ديسمبر 2024 في سويسرا عن عمر ناهز الرابعة والتسعين، وشُيّعت جنازته في المقبرة الإسلامية بمدينة لوغانو في سويسرا، وحضرها جمع غفير من المسلمين في أوروبا وممثلون عن المنظمات الإسلامية.
أقامت جماعة الإخوان المسلمين مجلس عزاء في مدينة إسطنبول، حضره عدد من قيادات الجماعة وشخصيات إسلامية بارزة من مختلف الدول. كما شارك في تقديم العزاء عبر الهاتف كل من خالد مشعل، رئيس حركة حماس بالخارج، والدكتور علي القرة داغي، رئيس الاتحاد العالمي لعلماء المسلمين.

## وصلات خارجية
- موقع المهندس يوسف ندا
- حوار يوسف ندا مع جريدة المصري اليوم في 6 حلقات
- 6 وجوه شهيرة في قضية الإخوان - الشاطر وندا ومالك وبشر وسعودي وعودة، شبكة إسلام أون لاين، 15 أبريل 2008م
- يوسف ندا: «أعيش حاليا كالسجين»، سويس إنفو، 12 يناير 2008م
- المهندس يوسف ندا المفوض الدولى للإخوان بعد رفع اسمه من قوائم تمويل الإرهاب: سأعود إلى السياسة والمنطقة ستشهد مفاجآت العام المقبل، المصري اليوم، 11 أكتوبر 2009
- المهندس يوسف ندا مفوض العلاقات الخارجية في «الإخوان» لـ«المصرى اليوم»: «حبيب» في امتحان وأتوقع عودته لصفوف الجماعة.. وخروج أبوالفتوح من مكتب الإرشاد خطأ، المصري اليوم، 6 يناير 2010